# 索菲娅·巴列奥略

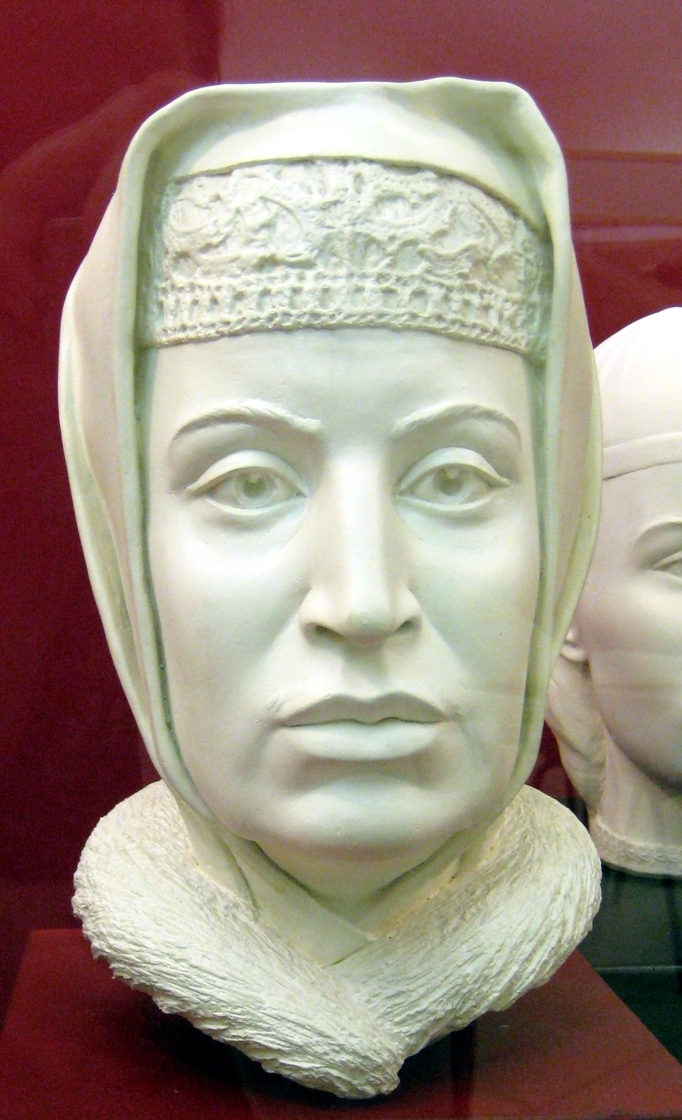
索菲娅·巴列奥略

索菲娅·巴列奥略，原名邹伊·巴列奥略（希臘語：Ζωή Παλαιολόγου，1455年—1503年4月7日），末代东罗马帝国皇帝君士坦丁十一世的侄女（一说为侄孙女），莫斯科大公伊凡三世的第二任妻子。
她的父亲是摩里亚专制君主托马斯·巴列奥略。1460年奥托曼帝国的苏丹穆罕默德二世征服摩里亚后，她与兄弟们流亡到了罗马，试图寻求教廷庇护。在罗马她的希腊式名字佐伊改成了索菲娅。1469年，教宗保罗二世收她为养女，并将她嫁给俄罗斯君主（即伊凡三世）以试图统一东西教会，也是为了从东西两方共同抑制奥斯曼帝国的扩张。鳏居的俄罗斯王公悄无声息地举办了婚礼，并且将其索菲娅安置在圣母升天宗座堂（1472年11月12日）。
若干年后，索菲娅开始对她年老的丈夫施加影响力，她向克里姆林宫廷传播拜占廷仪式和繁琐礼节，莫斯科是第三罗马的观念也是她所影响的。在她去世前，她成功地使她的儿子瓦西里继承了王位，而不是早先预计的，伊凡三世的孙子德米特里。除瓦西里三世只有她的第五个儿子斯塔里察的安德烈留有后代。